# Ar-Qua Springs
Ar-Qua Springs, auch als Thomas Thornbrough House bekannt, ist ein historisch bedeutsames Gebäude im Berkeley County, West Virginia.
1750 erhielt der Quäker Thomas Thornbrough eine Schenkung über 862 Acres Land von Thomas Lord Fairfax, um es zu bewirtschaften. Bis Oktober 1751 hatte er bereits zumindest Teile des heutigen Ar-Qua Springs errichtet, wobei das Haus anfangs nur über anderthalb Etagen verfügte. Es gilt somit als eines der ersten dauerhaft bewohnten Häuser der europäischen Siedler westlich der Blue Ridge Mountains. Schon bald wurde das aus Kalkstein gefertigte Gebäude auf die dreifache Größe des ursprünglichen Umfangs erweitert, wobei die Anbauten aus Holzstämmen mit Stülpschalung gefertigt wurden. Womöglich wurde es auch in der zweiten Hälfte des 18. Jahrhunderts als ein Versammlungshaus der Quäkergemeinde genutzt. 1820 erfolgten größere Umbauarbeiten an Ar-Qua Springs, so ersetzte ein Mansarddach das bisherige Satteldach, um eine vollständige zweite Etage zu schaffen, und Dachgauben wurden ergänzt. Ungefähr 1960 wurde eine angebaute Waschküche abgerissen. Ar-Qua Springs hat drei Kamine und das Kerngebäude aus Kalkstein besteht aus einem großen Zimmer im Erdgeschoss und zwei kleineren Zimmer in der ersten Etage.
Am 12. Dezember 1976 wurde es in das National Register of Historic Places aufgenommen.